# Reguły wyboru
Reguły wyboru – warunki w spektroskopii, które muszą być spełnione, aby nastąpiło oddziaływanie promieniowania z molekułami.

## Widmo rotacyjne
Warunkiem podstawowym w spektroskopii, jest to, aby foton, pochłonięty przez molekułę, pasował do odstępu poziomów energetycznych:
{\displaystyle \Delta E=h\nu ,}
gdzie:
{\displaystyle \Delta E} – różnica energii,
{\displaystyle h} – stała Plancka,
{\displaystyle \nu } – częstość.
Jest to warunek konieczny, lecz niewystarczający.
Drugim warunkiem koniecznym pochłonięcia fotonu jest występowanie trwałego elektrycznego momentu dipolowego. Znaczy to, że cząsteczki bez momentu dipolowego nie pochłaniają fotonów, pomimo że spełniają warunek dopasowania poziomów energetycznych (np. {\displaystyle {\text{H}}_{2},} {\displaystyle {\text{N}}_{2},} {\displaystyle {\text{O}}_{2}}). Cząsteczki obdarzone trwałym momentem dipolowym mają absorpcyjne widmo rotacyjne.
Dla wyjaśnienia tego zjawiska może służyć model rotującej molekuły. Dipol znajdujący się na drodze fali jest obracany przez dodatnią i ujemną połówkę fali. Dodatnia przyciąga ujemny biegun, a odpycha dodatni. Natomiast ujemna połówka przyciąga biegun dodatni, a odpycha ujemny. W ten sposób cząsteczka wykonuje obrót o 180°. Jeśli przed oddziaływaniem z promieniowaniem cząsteczka wykazywała częstość, na poziomie {\displaystyle J=1,} równą częstości promieniowania (i nie wykonywała wcześniej rotacji), to opisane działanie spowoduje jej przejście na poziom wzbudzony {\displaystyle J=1.} Molekuła, która już znajduje się na poziomie {\displaystyle J\neq 0,} czyli taka, która już wykonuje rotacje z określoną częstością, może być pobudzona i do odpowiednio wyższej częstości i może zostać przeniesiona na poziom {\displaystyle J+1.}
Cząsteczki nieposiadające trwałego momentu dipolowego również wykonują rotacje. Energia rotacyjna jest czerpana ze zderzeń z innymi molekułami, co powoduje przetworzenie energii ruchu translacyjnego na rotacyjny. Takie rotacje jednak nie objawiają się w widmie absorpcyjnym.
Trzecim warunkiem jest warunek wynikający bezpośrednio z rozwiązania równania Schrödingera. Mówi on, że cząstka może się przenieść tylko na poziom sąsiedni w jednym akcie absorpcji fotonu:
{\displaystyle \Delta J=+1.}
Przejścia na bardziej odległe poziomy (jednorazowe), np. {\displaystyle \Delta J=+2\Delta J=+3} itd., są wzbronione.

## Oscylator
Dla oscylatora harmonicznego, odstępy pomiędzy kolejnymi poziomami energetycznymi są równe i wynoszą:
{\displaystyle \Delta E=\hbar {\sqrt {\frac {f}{m_{red}}}},}
gdzie:
{\displaystyle \hbar } – stała Diraca,
{\displaystyle f} – stała siłowa,
{\displaystyle m_{red}} – masa zredukowana.
Więc kwantowa reguła wyboru pozwala tylko na przejścia pomiędzy sąsiednimi poziomami:
{\displaystyle \Delta \nu =\pm 1}
Znak minus oznacza przejście z wyemitowaniem fotonu, natomiast plus – pochłonięciem energii.
Dla oscylatora anharmonicznego, wzór na odstęp pomiędzy poziomami ulega modyfikacji do:
{\displaystyle \Delta E=\hbar {\sqrt {\frac {f_{0}}{m_{red}}}}[1-2x(\nu +1)],}
gdzie:
{\displaystyle f_{0}} – stała siłowa na poziomie {\displaystyle \nu _{0},}
{\displaystyle x} – współczynnik anharmoniczności.
Ze względu na drgania anharmoniczne, kwantowa reguła wyboru ulega rozszerzeniu:
{\displaystyle \Delta \nu =\pm 1,\pm 2,\pm 3...}
Przejścia te nazywają się tonami (analogia do akustyki). Przejście {\displaystyle \Delta \nu =\pm 1} to ton podstawowy, natomiast każde kolejne nazywa się nadtonem (np. {\displaystyle \Delta \nu =\pm 2} to pierwszy nadton).

## Widmo oscylacyjne
W przypadku widma oscylacyjnego pierwsza reguła wyboru jest taka sama, jak w przypadku widma rotacyjnego:
{\displaystyle \Delta E=h\nu .}
Druga reguła jest taka sama jak w przypadku oscylatora anharmonicznego:
{\displaystyle \Delta \nu =\pm 1,\pm 2,\pm 3\dots }
Są to warunki konieczne, lecz niewystarczające.
Aby przejście było możliwe, musi być spełniona jeszcze jedna reguła, mianowicie: przejście pomiędzy poziomami energetycznymi musi być prawdopodobne, zatem:
{\displaystyle |\mu _{nw}|=\int \limits _{-\infty }^{\infty }\psi _{n}^{*}\mu \psi _{w}\,dq,}
gdzie:
{\displaystyle \psi _{n}} i {\displaystyle \psi _{w}} – funkcje falowe stanów n i w,
{\displaystyle \mu } – funkcja momentu dipolowego molekuły względem współrzędnej normalnej,
{\displaystyle |\mu _{nw}|} – moment przejścia, z którym związany jest wzór na współczynnik Einsteina: {\displaystyle B_{nw}={\frac {8\pi ^{3}}{3h^{2}}}|\mu _{nw}|^{2}.}
Jeśli prawdopodobieństwo przejścia jest równe zero, to przejście nie jest możliwe i w widmie intensywność też jest równa zero. Im większe jest prawdopodobieństwo, tym większa intensywność pasma.

## Widmo Ramana
W widmie Ramana, poza podstawowymi regułami wyboru, obowiązuje reguła, która mówi, że w widmie Ramana pojawią się pasma tych drgań normalnych, w czasie których zmienia się przynajmniej jedna składowa tensora polaryzowalności.
Integralna intensywność pasma ramanowskiego, związanego z przejściem ze stanu podstawowego na wzbudzony oscylatora, jest wprost proporcjonalna do kwadratu pierwszej pochodnej polaryzowalności względem współrzędnej normalnej:
{\displaystyle I_{\infty }\sim \left({\frac {\delta \alpha }{\delta q_{i}}}\right)_{q=0}^{2}.}

## Widmo elektronowe
Pierwszą reguła wyboru jest reguła, która mówi, że przejście pomiędzy termami elektronowymi musi być prawdopodobne:
{\displaystyle R_{nw}=\int \limits _{-\infty }^{\infty }\psi _{n}^{*}\mu \psi _{w}\,dq\neq 0.}
Gdy {\displaystyle R_{nw}} jest równe zero, to przejście jest wzbronione.
Druga reguła wyboru mówi, że dozwolone jest tylko przejście pomiędzy termami o tej samej multipletowości:
{\displaystyle \Delta S=0,}
np. przejścia singlet-singlet lub tryplet-tryplet. Przejścia pomiędzy termami o różnej multipletowości np. singlet-tryplet są wzbronione. Reguła ta nie uwzględnia wzajemnych oddziaływań elektronów, dzięki którym przejścia te są czasem widoczne w widmie elektronowym. Oddziaływaniem, które może powodować pojawianie się pasm wzbronionych jest sprzężenie wibronowe.
Dla szczególnego rodzaju przejść elektronowych, mianowicie przejść d-d, istnieje trzecia reguła wyboru – reguła Laporte’a. Mówi ona, że przejścia g→g (symetryczne względem środka) i u→u (brak symetrii względem środka) są wzbronione, ponieważ momenty tych przejść są równe zero. Oznaczałoby to, że w kompleksach oktaedrycznych nie występowałyby przejścia. Jest jednak inaczej – naruszenie reguły Laporte’a wynika z tego, że ligandy wykonują oscylacje względem centrum i, przez to, pojawiają się domieszki przejść g→u (dozwolonych).

## Widmo NMR
W widmie NMR, pierwsza reguła wyboru mówi, że kwantowa liczba spinowa jądra wchodzącego w rezonans zmienia się o jeden:
{\displaystyle \Delta I=1} dla jąder wchodzących w rezonans.
Natomiast kwantowa liczba spinowa jąder rozszczepiających i nie wchodzących w rezonans (hν nie pasuje do odstępów poziomów energetycznych) nie zmienia się:
{\displaystyle \Delta I=0} dla jąder rozszczepiających.

## Widmo EPR
W spektroskopii EPR, istnieją bardzo podobne reguły wyboru jak w przypadku NMR. Dla spinu elektronu, kwantowa liczba spinowa zmienia się o jeden:
{\displaystyle \Delta I=1.}
Natomiast dla jąder rozszczepiających kwantowa liczba spinowa nie zmienia się:
{\displaystyle \Delta I=0.}